# Aiden Ford
Poručík Aiden Ford je fiktivní postava příslušníka americké armády v televizním seriálu Stargate Atlantis, ztvárněná Rainbow Sun Francksem. V první a druhé sérii seriálu byl členem týmu majora Johna Shepparda. Při jednom z útoků na Atlantis byl napaden Wraithem, načež oba spadli do oceánu, kde se Wraith utopil. Předtím se však na Fordovi začal krmit a vpustil do jeho těla enzym zabraňující jeho smrti. Po hodině se poručíka Forda podařilo nalézt, ale v důsledku smrti Wraitha byl enzymem předávkován a stal se na něm závislý. Po uzdravení z Atlantis uprchl, aby vyhledával Wraithy, jejichž enzym, poté, co je zabil, používal. Poté se s týmem majora Shepparda ještě několikrát setkal. Jednou je unesl a dal jim wraithský enzym, aby mu pomohli s misí. McKay si vzal potají dávku a utekl na Atlantis. Tam ze sebe všechny informace vychrlil a omdlel. Později se ještě s Fordem setkáme.